# Jakubowice (Kędzierzyn-Koźle)
Pour les articles homonymes, voir Jakubowice.
Jakubowice est une localité polonaise appartenant à la commune (gmina) de Pawłowiczki, située dans le district (powiat) de Kędzierzyn-Koźle en voïvodie d'Opole.